# Krócieniec czarny
Krócieniec czarny (Rhyncolus ater) – gatunek chrząszcza z rodziny ryjkowcowatych. Zamieszkuje krainę palearktyczną od Półwyspu Iberyjskiego po Syberię.

## Taksonomia
Gatunek ten opisany został po raz pierwszy w 1758 roku przez Karola Linneusza pod nazwą Curculio elongatus.

## Morfologia
Chrząszcz o ciele długości od 2,9 do 4 mm, w zarysie owalnym. Ubarwiony jest czarnobrunatnie z ciemnobrunatnymi stopami i ciemnobrunatnymi czułkami o buławkach wyraźnie jaśniejszych niż reszta biczyków. Punktowanie głowy jest grube i gęste. Ryjek jest tak szeroki jak głowa, w przybliżeniu tak długi jak u nasady szeroki, o bokach równoległych, u samca przeciętnie krótszy i grubszy niż u samicy. Oczy są wysklepione. Czułki są przysadziste, o drobnych buławkach i siedmioczłonowej pozostałej części biczyka. Przedplecze jest dłuższe niż szerokie, u podstawy najszersze, ku przodowi niemal prosto zwężone. W przedniej części przedplecza występuje słabe przewężenie przechodzące na stronę grzbietową jako płytka bruzda, bądź też przewężenia i bruzdy brak. Powierzchnia przedplecza jest płytko punktowana; punkty w jego części środkowej są dwukrotnie większe od tych w części przedniej. Tarczka jest widoczna. Pokrywy mają wąskie i punktowane rzędy oraz szersze, słabo i równomiernie uwypuklone międzyrzędy z drobnym punktowaniem. Siódmy międzyrząd pokryw nie przechodzi w tyle w wystającą listewkę. Tylko tył pokryw jest delikatnie owłosiony. Samiec ma wgłębienie u nasady odwłoka.

## Ekologia i występowanie
Owad ten zasiedla lasy, parki, ogrody, zadrzewienia przydrożne i nadrzeczne. Zarówno larwy, jak i postacie dorosłe zasiedlają martwe, zawilgocone, butwiejące drewno pni, kłód, pniaków, gałęzi i odsłoniętych korzeni drzew iglastych i liściastych. Owady dorosłe spotyka się w ciągu całego roku. Rójkę odbywają w maju i czerwcu. Zimują pod korą drzew i w drewnie.
Gatunek palearktyczny, w Europie znany z Portugalii, Hiszpanii, Andory, Francji, Holandii, Niemiec, Włoch, Danii, Szwecji, Norwegii, Finlandii, Estonii, Polski, Czech, Słowacji, Węgier, Ukrainy, Rumunii, Bułgarii, Słowenii, Chorwacji, Bośni i Hercegowiny, Grecji oraz europejskich części Turcji i Rosji. W Azji występuje w Turcji i na Syberii. W Polsce jest najpospolitszym przedstawicielem rodzaju.